# Argentinië op de Olympische Winterspelen 2014
Argentinië was een van de landen die deelnam aan de Olympische Winterspelen 2014 in Sotsji, Rusland. 
Van de zeven olympiërs (vier mannen en drie vrouwen) die hun vaderland vertegenwoordigden bij de achttiende deelname aan de Winterspelen namen broer en zus Cristian en Macarena Simari Birkner voor de vierde opeenvolgende keer deel, de andere vijf waren allen debutant op de Spelen.

## Deelnemers en resultaten
(m) = mannen, (v) = vrouwen 

### Alpineskiën
| Olympiër (deelname)            | Onderdeel        | Resultaat | Prestatie                                                            |
| ------------------------------ | ---------------- | --------- | -------------------------------------------------------------------- |
| Jorge Birkner Ketelhohn        | combinatie (m)   | DNF       | afdaling: 2.01,05 (46e) slalom: niet gefinisht                       |
| Jorge Birkner Ketelhohn        | reuzenslalom (m) | DNF-1     | run 1: niet gefinisht                                                |
| Jorge Birkner Ketelhohn        | slalom (m)       | DNF-1     | run 1: niet gefinisht                                                |
| Jorge Birkner Ketelhohn        | super g (m)      | 49e       | 1.23,89 (+5,75)                                                      |
| Sebastiano Gastaldi            | reuzenslalom (m) | DNF       | run 1: niet gefinisht                                                |
| Sebastiano Gastaldi            | slalom (m)       | DNF-2     | run 1: 53,24 (46e) run 2: niet gefinisht                             |
| Cristian Javier Simari Birkner | combinatie (m)   | 29e       | afdaling: 1.59,63 (43e) slalom: 56,46 (27e) totaal: 2.56,09 (+10,89) |
| Cristian Javier Simari Birkner | afdaling (m)     | DNS       | niet gestart                                                         |
| Cristian Javier Simari Birkner | reuzenslalom (m) | 40e       | run 1: 1.26,02 (40e) run 2: 1.27,89 (40e) totaal: 2.53,91 (+8,62)    |
| Cristian Javier Simari Birkner | slalom (m)       | DNF-1     | run 1: niet gefinisht                                                |
| Cristian Javier Simari Birkner | super g (m)      | 47e       | 1.23,36 (+5,22)                                                      |
|                                |                  |           |                                                                      |
| Salome Bancora                 | reuzenslalom (v) | 47e       | run 1: 1.25,88 (50e) run 2: 1.26,16 (47e) totaal: 2.52,04 (+15,17)   |
| Salome Bancora                 | slalom (v)       | 25e       | run 1: 59,26 (31e) run 2: 56,26 (26e) totaal: 1.55,52 (+10,98)       |
| Julietta Quiroga               | reuzenslalom (v) | DNF       | run 1: niet gefinisht                                                |
| Julietta Quiroga               | slalom (v)       | DNF       | run 1: niet gefinisht                                                |
| Macarena Simari Birkner        | combinatie (v)   | 20e       | afdaling: 1.48,87 (31e) slalom: 55,06 (18e) totaal: 2.43,93 (+9,31)  |
| Macarena Simari Birkner        | afdaling (v)     | 32e       | 1.46,44 (+4,87)                                                      |
| Macarena Simari Birkner        | reuzenslalom (v) | 39e       | run 1: 1.24,74 (44e) run 2: 1.23,11 (37e) totaal: 2.47,85 (+10,98)   |
| Macarena Simari Birkner        | slalom (v)       | 27e       | run 1: 59,82 (36e) run 2: 56,69 (29e) totaal: 1.56,51 (+11,97)       |
| Macarena Simari Birkner        | super g (v)      | 26e       | 1.31,10 (+5,58)                                                      |

### Langlaufen
| Olympiër               | Onderdeel          | Resultaat | Prestatie          |
| ---------------------- | ------------------ | --------- | ------------------ |
| Federico Pablo Cichero | 15 km klassiek (m) | 83e       | 49.11,3 (+10.41,6) |